# Mnesictena
Mnesictena là một chi bướm đêm thuộc họ Crambidae.

## Các loài
- Mnesictena adversa (Philpott, 1917), distributed on New Zealand
- Mnesictena antipodea (Salmon in Salmon & Bradley, 1956), distributed on the SE Antipodes Island
- Mnesictena daiclesalis (Walker, 1859), distributed on New Zealand
- Mnesictena flavidalis (Doubleday, 1843), distributed on New Zealand
- Mnesictena marmarina Meyrick, 1884, distributed on New Zealand; type species of the genus
- Mnesictena notata (Butler, 1879), distributed on New Zealand
- Mnesictena pantheropa (Meyrick, 1884), distributed on the Chatham Islsnds